# Bernhard Baule
Bernhard Baule (* 4. Mai 1891 in Münden; † 5. April 1976 in Graz) war ein deutsch-österreichischer Mathematiker.

## Leben
Baule studierte in Kiel, München und Göttingen und promovierte 1914 bei David Hilbert an der Georg-August-Universität Göttingen zum Thema Theoretische Behandlung der Erscheinungen in verdünnten Gasen. Nach dem Kriegsdienst forschte er zunächst wieder in Göttingen und übernahm zusätzlich 1919 noch einen Lehrauftrag für Geodäsie an der Forstakademie Hannoversch Münden. 1920 ging er als Lehrbeauftragter an die Universität Hamburg und habilitierte sich dort mit einer Arbeit über „Kreise und Kugeln im Riemannschen Raum“. 1921 wurde er an die Technische Universität Graz als Professor berufen.
Baule war ein begeisterter KVer. Als Student war er bei den KV-Verbindungen Baltia Kiel, Saxonia München und Winfridia Göttingen aktiv. In Graz wurde er der Hauptorganisator des dortigen KVs. Nach der Machtergreifung Hitlers im Jahre 1933 trennten sich die österreichischen KV-Verbindungen vom reichsdeutschen KV und wurden der ÖKV. Bei der antinationalsozialistischen Arbeit des ÖKV war Baule, der die österreichische und die reichsdeutsche Staatsbürgerschaft besaß, führend. Baule machte aus seiner Abneigung gegen Hitler, auch als Vertreter der Wissenschaft im Gemeinderat der Stadt Graz, nie einen Hehl. So wurde Baule dann auch nach dem Anschluss Österreichs unverzüglich am 13. März 1938 verhaftet. Ihm wurde Hoch- und Landesverrat vorgeworfen. Am 28. Mai 1938 wurde er als Professor in den Ruhestand versetzt. Überraschend wurde Baule dann am 18. September 1938 aus der Haft entlassen, da er einer der wenigen Überlebenden bei der Schlacht von Langemarck im Ersten Weltkrieg war. Anschließend war er wieder in Deutschland an verschiedenen Stellen tätig. So u. a. bei der Luftfahrtforschungsanstalt Hermann Göring in Braunschweig.
Sofort nach dem Abzug der russischen Truppen aus Graz kam Baule wieder nach Graz zurück und arbeitete hier bis zur Emeritierung im 71. Lebensjahr als Professor, Dekan und Rektor an seiner Hochschule. Im ÖKV in Graz übernahm er wiederum die führende Rolle. Bei den Grazer KV-Verbindungen AV Winfridia, AV Austria (von ihm als einhundertste KV-Verbindung 1930 gegründet), KATV Norica, AV Suevia und Erzherzog Johann sowie bei der Wiener KV-Verbindung Prinz Eugen wurde er Ehrenphilister. Zudem war er seit 1948 Ehrenmitglied der KÖStV Traungau Graz im ÖCV.
Er engagierte sich zudem in der Erwachsenenbildung und baute ab 1947 in Graz die 1938 von den Nationalsozialisten aufgelöste Österreichische Urania für Steiermark wieder auf, deren Präsident er von 1947 bis 1969 war.
Von ihm stammt u. a. Die Mathematik des Naturforschers und Ingenieurs, auch als „Der Baule“ bekannt, ein vielbenütztes Standardwerk für Angewandte Mathematik in sieben Bänden.
Seine Lehrbücher werden auch heute noch häufig verwendet.

## Auszeichnungen
- 1964: Ehrenring der Stadt Graz[2]
- 1966: Großes Silbernes Ehrenzeichen für Verdienste um die Republik Österreich[3]

## Werke
- Die Mathematik des Naturforschers und Ingenieurs, S. Hirzel, Zürich 1948, weitere Auflagen 1964, Harri Deutsch

1. Differential- und Integralrechnung; 191 Seiten mit 161 Abbildungen
2. Ausgleichs- und Näherungsrechnung; 60 Seiten mit 30 Abbildungen
3. Analytische Geometrie; 78 Seiten mit 89 Abbildungen
4. Gewöhnliche Differentialgleichungen; 110 Seiten mit 41 Abbildungen
5. Variationsrechnung; 48 Seiten mit 15 Abbildungen
6. Partielle Differentialgleichungen; 160 Seiten mit 84 Abbildungen
7. Differentialgeometrie; 148 Seiten mit 88 Abbildungen.
8. Aufgabensammlung; 150 Seiten mit 189 Abbildungen.